# Dandelion
A Dandelion a Neoton Família 5. angol nyelvű albuma, mely azonos A família c. lemezük zenei anyagával. Magyarországon kívül Japánban, az NSZK-ban és Argentínában jelent meg.

## Megjelenések
| Ország       | Formátum | Sorszám    | Kiadó           | Év   |
| ------------ | -------- | ---------- | --------------- | ---- |
| Magyarország | LP       | SLPR 706   | Pepita          | 1981 |
| Németország  | LP       | 6.25164 AP | Jupiter Records | 1981 |
| Japán        | LP       | RPL-8088   | RCA             | 1981 |
| Argentína    | LP       | AVI-5023   | RCA Victor      | 1982 |

- Racing
- Samson And Delilah
- Game Of Chance
- Love The Night
- Dandelion
- Lobo
- One Day
- Sally, The Boxer
- Renegade
- If You Come Tonight